# Age of Empires II
Age of Empires II: The Age of Kings (в превод: „Епоха на империите II: Епохата на царете“) е компютърна игра, стратегия в реално време, разработена от Ensemble Studios и публикувана от Microsoft. Издадена е през 1999 г. за Microsoft Windows и Macintosh, това е втората игра от поредицата Age of Empires. Разширението – „The Conquerors“ е пуснато през 2000 г. Преработеното „Definitive Edition“ е добавено през 2019 г.
Епохата на царете (на английски: The Age of Kings) е поставена през средновековието и съдържа тринадесет цивилизации, които могат да се играят. Играчите имат за цел да събират ресурси, които използват за изграждане на градове, създаване на армии и победа на враговете си. Има пет исторически базирани кампании, които ограничават играча до специализирани и подкрепени от история условия. Има три допълнителни режима на игра за един играч и се поддържа мултиплейър. Въпреки че използва същия двигател за игра и подобен код на своя предшественик, разработването на „The Age of Kings“ отнема една година повече от очакваното, принуждавайки Ensemble Studios да издадат „Age of Empires: The Rise of Rome“ през 1998 г.
През април 2013 г. Age of Empires II: HD Edition излиза на платформата за цифрово разпространение – Steam за Microsoft Windows. HD Edition включва оригиналната игра и разширението „The Conquerors“, няколко нови цивилизации, както и актуализирана графика за дисплеи с висока разделителна способност.
През ноември 2019 г. излиза версията „Age of Empires II: Definitive Edition“, която включва всички предишни разширения, отново подобрява графиката и улеснява онлайн игрите. Тя също добавя 4 нови цивилизации, сред които са и средновековните българи. Една от новите кампании разказва историята на бунта и царуването на Ивайло.

## Описание на играта
Age of Empires II е стратегическа игра в реално време, която се фокусира върху изграждането на градове, събирането на ресурси и създаването на армии за победа на противниците. Играчите завладяват съперничещи си градове и империи, докато напредват една от 13 цивилизации през четири епохи на развитие – „тъмната епоха“ (Dark Age), „феодална епоха“ (Feudal Age), „замъчна епоха“ (Castle Age) – която е от развитото средновековие и „имперската епоха“ (Imperial Age) напомняща за ренесанса. Напредването на нова ера отключва нови звена, структури и технологии, но играчите първо трябва да построят определени сгради от настоящата им епоха и след това да платят сума от ресурси (обикновено храна и злато).
Цивилните единици, наречени „селяни“, се използват за събиране на ресурси; те са или мъже, или жени – полът не влияе върху техните способности. Ресурсите могат да се използват за обучение на звена, изграждане на сгради и изследователски технологии, наред с други неща; например, играчите могат да изследват по-добра броня за пехотни единици. Играта предлага четири вида ресурси: храна, дърво, злато и камък. Храната се получава чрез лов на животни, събиране на плодове, събиране на добитък, земеделие и риболов по брега и риболов от лодки. Дървото се събира чрез цепене на дървета. Златото се добива от златни мини, търгува или събира реликви в манастир, а камък се събира от каменни мини. Селяните се нуждаят от контролно–пропускателни пунктове, обикновено депозитарни сгради (център на града, лагер за добив, мелница и дървен двор), където могат да съхраняват събраните ресурси.
Всяка цивилизация може да закупи подобрения, които увеличават скоростта на събиране на тези ресурси. Играчите могат да изградят пазар за търговия; играчите могат да търгуват дърво, камък и храна за злато и да използват злато, за да купуват други ресурси. Пазарните цени варират при всяка трансакция. Освен това пазарите и доковете също могат да генерират злато, като използват колички или зъбни колела, които се използват за посещение на чужди пазари и пристанища; след като се върнат на пазара / дока на играча, златото се добавя към запаса. Количеството злато, което търговската единица печели при всяко пътуване, е свързано с разстоянието, което е трябвало да измине до чужд пазар; повече злато се печели при по-дълги пътувания. Възможно е да търгувате с пазари или докове на врагове, но търговските единици на играча могат да бъдат атакувани или унищожени от вражески единици в процеса. Играчите не трябва да продължават да търгуват ръчно, тъй като след като изберат пристанището или пуснат на пазара, търговските единици продължават безкрайно да търгуват.
В „The Age of Kings“ има пет кампании, съдържащи исторически базирани сценарии като инвазията на Чингис хан в Евразия, кръстоносния поход на Барбароса или защитата на Саладин на Светата земя. В кампаниите Жана д'Арк и Уилям Уолъс играчът може да контролира единица въз основа на своя съименник; в други играчите приемат заповеди от ръководни духове, представител на командващия армията.
Допълнителни режими на игра са достъпни за играча в „The Age of Kings“. Един режим, произволна карта, генерира карта от една от няколко произволно избрани скриптове за генериране на карта, като играчите започват в „тъмната епоха“ с център на града, трима селяни (или повече в зависимост от цивилизацията) и скаутска единица. Играта може да бъде спечелена чрез военно завоевание, като се построи специална сграда, известна като Чудо и се поддържа постоянна за определен период от време, или чрез получаване на контрол върху всички реликви на картата за определен период от време. Режимът Deathmatch позволява на играчите да започнат с големи количества ресурси, създавайки фокус върху военното господство, докато в режим на убийство на всеки играч се дава кралска единица, която печели, като убива всички останали монарси.